# パブロ・アビアン
パブロ・アビアン（Pablo Abián、スペイン語発音: [ˈpaβlo aˈβjan]、1985年6月12日 - ）は、スペイン・アラゴン州サラゴサ県カラタユー出身の男子バドミントン選手。

## 経歴
2006年にスペインで開催された世界バドミントン選手権大会では男子シングルスに出場し、1回戦でイングランドのアンドリュー・スミスに0－2で敗れた。2007年にマレーシアで開催された世界選手権では男子シングルスに出場し、1回戦でスロベニアのルカ・ペトリックに2-0で勝利したが、2回戦でインドネシアのシモン・サントソに0-2で敗れた。2008年に中国で開催された2008年北京オリンピックでは男子シングルスに出場し、1回戦でリトアニアのケーストゥティス・ナヴィツカスに1-2で敗れた。
2010年にフランスで開催された世界選手権では男子シングルスに出場し、1回戦でスウェーデンのMagnus Shalbergに2-0で勝利したが、2回戦でドイツのマルク・ツバイブラーに0-2で敗れた。2011年にイギリスで開催された世界選手権では男子シングルスに出場し、1回戦でベルギーのユーハン・タンに2-1で勝利し、2回戦でドイツのマルク・ツバイブラーに2-1で勝利したが、3回戦でグアテマラのケビン・コルドンに1-2で敗れた。2012年にイギリスで開催された2012年ロンドンオリンピックでは男子シングルスに出場し、1回戦ではチェコのペトル・コウカルに2-1で勝利したが、2回戦では2大会前の金メダリストであるインドネシアのタウフィック・ヒダヤットに0-2で敗れた。なお、スペイン人選手として初めてオリンピックの男子シングルス1回戦に勝利した選手となった。
2013年に中国で開催された世界選手権では男子シングルスに出場し、1回戦でキューバのオスレニ・ゲレロに2-0で勝利し、2回戦でインドのエージェイ・ジャヤラムに2-0で勝利したが、3回戦でベトナムのグエン・ティエンミンに1-2で敗れた。2016年にブラジルで開催された2016年リオデジャネイロオリンピックでは男子シングルスに出場し、グループステージ初戦でブルネイのジャスパー・ウーン・チャイ・ユに2-0で勝利したが、2戦目で香港のヒュー・ユンに0-2で敗れ、グループステージ敗退に終わった。

## 成績

### ヨーロピアンゲームズ
| 年   | 場所     | 相手               | スコア       | 結果     |
| ---- | -------- | ------------------ | ------------ | -------- |
| 2015 | ・バクー | エイミル・ホルスト | 21–12, 23–21 | 金メダル |

### 地中海競技大会
| 年   | 場所         | 相手               | スコア              | 結果     |
| ---- | ------------ | ------------------ | ------------------- | -------- |
| 2018 | ・タラゴナ   | ルーカス・コルヴェ | 21–23, 21–15, 21–17 | 金メダル |
| 2013 | ・メルスィン | ブリス・レヴェルデ | 17–21, 21–23        | 銀メダル |

### BWFグランプリシリーズ
| 年   | 場所               | 相手 | スコア       | 結果   |
| ---- | ------------------ | ---- | ------------ | ------ |
| 2015 | ブラジル・オープン | 林丹 | 13–21, 17–21 | 準優勝 |

  BWFグランプリゴールド大会
  BWFグランプリ大会